# نیلم (روستا)
نیلم (به انگلیسی: Neelam) یک روستا در پاکستان است که در Neelum District واقع شده‌است. نیلم ۱٬۵۲۴ متر بالاتر از سطح دریا واقع شده‌است.